# Lorisiformes
Lorisiformes představuje jeden ze tří současných infrařádů strepsirhinních primátů, jenž je zastoupen dvěma žijícími čeleděmi: outloňovití (Lorisidae) a kombovití (Galagidae). V některých klasifikačních systémech je infrařád Lorisiformes veden jako nadčeleď v rámci infrařádu Lemuriformes. Ohledně vztahů mezi ostatními dvěma infrařády strepsirhinních primátů (Lemuriformes a Chiromyiformes – jediný žijící druh ksukol ocasatý) probíhaly debaty. Na základě analýz molekulárních hodin se zdá, že Lorisiformes představují bazální linii, od které se odštěpil klad tvořený infrařády Lemuriformes+Chiromyiformes.
Čeleď outloňovitých zahrnuje podčeledi Perodicticinae (rody Arctocebus [poto], Pseudopotto [poto] a Perodicticus [poto]) a Lorisinae (rody Nycticebus [outloň] a Loris [lori]). Jedná se o menší druhy o velikosti 17 až 40 cm na délku a hmotnosti maximálně okolo 2 kg. Zubní vzorec činí I 2/2, C 1/1, P 3/3, M 3/3 = 36 zubů. Outloňovití jsou pomalu se pohybující zvířata adaptovaná životu na stromech. Specializované končetiny umožňují dlouhodobý mocný úchop. Geograficky se podčeleď Perodicticinae vyskytuje ve střední a západní Africe, zatímco podčeleď Lorisinae je rozšířena ve východní a jihovýchodní Asii (Indie, Čína, Indočína, Malajský poloostrov, Malajské souostroví i Srí Lanka). Potové se živí bezobratlými a drobnými obratlovci, ovocem, listovím a příležitostně i exsudáty rostlin. Zástupci rodu lori se živí převážně lovem menších živočichů. Stravu outloňů tvoří z velké části rostlinné exsudáty.
Čeleď kombovitých zahrnuje několik rodů malých nočních specializovaných primátů, kteří se vyskytují v Africe. Protáhlé a silné zadní končetiny a dlouhý ocas, stejně tak jako velké dopředu mířící oči, umožňují pohybovat se pomocí dlouhých skoků. Zubní vzorec je totožný jako u outloňovitých, činí I 2/2, C 1/1, P 3/3, M 3/3 = 36 zubů. Komby jsou všežravé, živí se ovocem i bezobratlými. U některých druhů představují během období sucha nezbytnou součást potravy taktéž rostlinné exsudáty.